# Alfred Neuland
Alfred Karl Neuland (n. 10 octombrie 1895, Valga, Estonia – d.16 noiembrie 1966, Tallinn, Estonia) a fost un halterofil estonian. El a concurat între 1920 și 1924 la Jocurile Olimpice și a câștigat o medalie de aur și o medalie de argint, devenind primul Olimpic medaliat cu aur din Estonia. El a câștigat un titlu mondial în 1922, și a stabilit de trei ori recordul mondial între 1920-23.
Născut în Valga, Estonia, Neuland a studiat în Riga, Letonia, și Sankt Petersburg, Rusia. El s-a apucat de haltere relativ devreme, și s-a plasat pe locul al doilea la campionatul rus în 1913 și 1914. Neuland apoi a luptat în Primul Război Mondial și în Războiul estonian de independență, și mai târziu a câștigat titluri naționale la haltere în 1921, 1923 și 1924. După aceea s-a retras din competiții și a lucrat ca om de afaceri, antrenor de haltere, și arbitru în orașul său natal din Valga din 1921 până în 1940. În 1995, un monument în onoarea lui a fost amplasat în Valga, iar din 2000, anual, un memorial turneu de haltere a avut loc acolo.